# Nona Karadżowa
Nona Iwanowa Karadżowa, bułg. Нона Иванова Караджова (ur. 28 sierpnia 1960 w Silistrze) – bułgarska ekonomistka i urzędniczka państwowa, w latach 2009–2013 minister ochrony środowiska i zasobów wodnych.

## Życiorys
Ukończyła ekonomię i organizację pracy w wyższym instytucie ekonomicznym WII „Karl Marks” w Sofii, na bazie którego powstał Uniwersytet Gospodarki Narodowej i Światowej. Kształciła się również w zakresie administracji publicznej w Waszyngtonie. Pracowała m.in. w instytucie ekonomii Bułgarskiej Akademii Nauk i w resorcie ochrony środowiska. Brała udział w negocjacjach akcesyjnych w sprawie przystąpienia Bułgarii do UE (w kwestiach dotyczących ochrony środowiska). W 2005 zajęła się działalnością w branży doradczej. W lipcu 2009 z rekomendacji partii GERB objęła urząd ministra ochrony środowiska i zasobów wodnych w rządzie Bojka Borisowa. Funkcję tę pełniła do marca 2013.